# 3699 Milbourn
3699 Milbourn (1984 UC2) là một tiểu hành tinh vành đai chính được phát hiện ngày 29 tháng 10 năm 1984 bởi E. Bowell ở Flagstaff (AM).
Tênd in honor of Stanley William Milbourn, editor of the circulars of
the British Astronomical Association during 1969-1986, director of the comet
section during 1968-1977 và currently assistant director of the computing
section. Long interested in astronomical computations, particularly those
involving returning periodic comets, he has produced a steady stream of
accurate predictions over the năm, as he has adapted procedures from
mechanical calculating machine to pocket calculator to personal computer.
Tên suggested bởi B. G. Marsden, who wrote the citation.